# Nordische Spiele
Die Nordischen Spiele (Nordiska spelen) waren Sportveranstaltungen in Schweden, deren Schwerpunkt in den Wintersportwettbewerben lag. Die Spiele wurden von der „Schwedischen Zentralorganisation zur Förderung des Sports“ (Sveriges Centralförening för idrottens främjande, SCFIF) unter Leitung von Viktor Gustaf Balck ausgerichtet und zwischen 1901 und 1926 siebenmal ausgetragen.

## Veranstaltungen

### Sportarten
Bei den Nordischen Spielen wurden neben den populären Wintersportarten Skispringen, Abfahrtslauf, Langlauf, Nordische Kombination, Skeleton, Eissegeln, Skate-Segeln, Eisschnelllauf, Eiskunstlauf, Eishockey, Curling, Bandy, Hundeschlittenrennen, Trittschlitten und Pulka auch weitere Wettbewerbe ausgetragen. Neben ungewöhnlichen Wintersportarten wie Skeletonfahren hinter Pferden und Skijöring hinter Rentieren wurden auch viele Sportarten durchgeführt, die nicht in den Wintersportbereich fallen – neben dem Fechten und Schwimmen auch Langstreckenpferderennen von Enköping nach Stockholm (ca. 80 km), verschiedene Formen von Militärsport, Pferdejagden, Autorennen, Motorradrennen und Ballonfahren.

### Austragungsorte
Die Spiele fanden in Stockholm statt, bei Schneemangel wurden die Wettbewerbe nach Östersund verlegt (1907 und 1913). 1903 wurde in Kristiania (dem heutigen Oslo), das zu der Zeit noch zu Schweden gehörte, eine Nordische Wintersportwoche (Nordisk Vinteridroesuge) ausgetragen, die vielfach auch als zweite Nordische Spiele bezeichnet werden. Es ist nicht bekannt, ob dies von Anfang an als einmalige Veranstaltung gedacht war – oder ob die Wintersportwoche nur wegen der Unabhängigkeit Norwegens (1905) nicht weitergeführt wurde.
| 1901 | 9. bis 17. Februar  | Stockholm                               |
| 1903 | im Februar          | Kristiania – Nordische Wintersportwoche |
| 1905 | 4. bis 12. Februar  | Stockholm/Östersund                     |
| 1909 | 6. bis 14. Februar  | Stockholm                               |
| 1913 | 7. bis 16. Februar  | Stockholm/Östersund                     |
| 1917 | 10. bis 18. Februar | Stockholm                               |
| 1922 | 4. bis 12. Februar  | Stockholm                               |
| 1926 | 6. bis 14. Februar  | Stockholm                               |

### Welt- und Europameisterschaften
Im Rahmen der Nordischen Spiele wurden viele Welt- und Europameisterschaften ausgetragen – dies führte zu einer weiteren Steigerung des Renommees der Spiele.
| 1901 | Eisschnelllauf-Weltmeisterschaften Eiskunstlauf-Weltmeisterschaften – ursprünglich für London angesetzt wurden sie nach dem Tod von Königin Victoria (Januar 1901) kurzfristig nach Stockholm verlegt |
| 1905 | Eisschnelllauf-Europameisterschaften Eiskunstlauf-Weltmeisterschaften |
| 1909 | Eiskunstlauf-Weltmeisterschaften der Männer und Paare |
| 1913 | Eiskunstlauf-Weltmeisterschaften der Frauen und Paare |
| 1917 | – |
| 1922 | Eiskunstlauf-Weltmeisterschaften der Männer und Frauen |
| 1926 | Eiskunstlauf-Weltmeisterschaften der Frauen |

### Rahmenprogramm
Im Umfeld der sportlichen Wettkämpfe wurde auch ein kulturelles Rahmenprogramm ausgerichtet.

## Geschichte
Die Idee von Nordischen Spielen wurde 1899 von dem Augenarzt Erik Johan Widmark (1850–1909, seit 1891 Inhaber des ersten Lehrstuhls für Augenheilkunde in Schweden) vorgeschlagen und 1900 von der 1897 gegründeten „Schwedische Zentralorganisation zur Förderung des Sports“ (Sveriges Centralförening för idrottens främjande, SCFIF) unter Leitung von Victor Balck bekanntgegeben. Nach Stockholm 1901 plante das SCFIF die nächsten Spiele 1903 in Kristiana, dem heutigen Oslo, das damals noch zu Schweden gehörte. Da die Norweger allerdings kein Interesse zeigten, einigte man sich auf die Durchführung einer Nordischen Wintersportwoche (Nordisk Vinteridroesuge) – durch die Unabhängigkeit Norwegens 1905 blieb es bei der einmaligen Durchführung der Wintersportwoche.

### Nordische Spiele im Spannungsfeld der Politik
Wintersport in Schweden stand im Mittelpunkt von sozialen Auseinandersetzungen, da es sich hierbei einerseits um ein Freizeitvergnügen einer städtischen Oberschicht, aber eben auch um die harte winterliche Realität in den verschneiten Dörfern des armen Nordens handelte. Dieses Spannungsfeld, das von den großen politischen Parteien besetzt wurde, spiegelte sich in der Unzufriedenheit der Teilnehmer mit dem Zeitplan, den Preisen, den Vorbereitungen, den Mannschaftsquartieren etc. nieder. Die Armee mit Victor Gustav Balck als Sprecher versuchte einen Kompromiss zu finden, scheiterte am Ende aber an der sozialen Realität. Die Olympischen Spiele mit ihrem eigenen sozialen Kompromiss sowie dem Kompromiss zwischen Nationalismus und Internationalismus boten sich als sinnvolle Alternative an und wurden entsprechend von Sigfrid Edström, Balcks Nachfolger als Schwergewicht des schwedischen Sports, favorisiert. Dass dies in der politischen Realität einem gesteigerten schwedischen Nationalismus, im Falle Edströme mit faschistoiden Einschlägen, förderte, zeigte die politische Problematik des Sports in Schweden.

### Ende der Nordischen Spiele
Das Ende der Nordischen Spiele hat mehrere Gründe, deren jeweiliger Einfluss schwer zu trennen ist.
- Drei Monate nach den siebten Nordischen Spielen 1926 wurde am 6. Mai 1926 die Semaine internationale des sports d’hiver von 1924 nachträglich zu den ersten Olympischen Winterspielen erklärt.
- 1928 verstarb mit Viktor Balck die treibende Kraft hinter den Spielen.
- 1930 erfolgte eine Reorganisation des schwedischen Sportwesens: Die Kontrolle über den aktiven Sport (und damit den Nordischen Spielen) ging an den Sveriges Riksidrottsförbund, dem SCFIF verblieb nur die passive Rolle des Förderers.
- die achten Nordischen Spiele von 1930 mussten kurzfristig wegen akutem Schneemangel (auch in Östersund) abgesagt werden.

1933 wurden beschlossen, für 1934 keine Spiele vorzubereiten, da im gleichen Jahr bereits die FIS-Wettbewerbe in Sollefteå abgehalten werden sollten. Nachdem der Antrag einer Gruppe schwedischer Sportler um Sixtus Jansson, Bo Ekelund und Ernst Breberg, die Spiele 1942 wiederzubeleben, von der schwedischen Regierung abgelehnt worden war, gab es keine weiteren Bestrebungen zu einer Neuauflage der Spiele.